# Iezărenii Vechi
Iezărenii Vechi è un comune della Moldavia situato nel distretto di Sîngerei di 1.950 abitanti al censimento del 2004

## Località
Il comune è formato dall'insieme delle seguenti località (popolazione 2004):
- Iezărenii Vechi (1.883 abitanti)
- Iezărenii Noi (67 abitanti)